# (5149) Leibniz
(5149) Leibniz  es un asteroide perteneciente al cinturón de asteroides, descubierto el 24 de septiembre de 1960 por Cornelis Johannes van Houten y Tom Gehrels desde el Observatorio de Palomar, en Estados Unidos.

## Designación y nombre
Leibniz se designó inicialmente como 6582 P-L.
Más adelante fue nombrado en honor al científico y filósofo alemán Gottfried Leibniz (1646-1716).

## Características orbitales
Leibniz orbita a una distancia media del Sol de 3,1683 ua, pudiendo acercarse hasta 2,7198 ua y alejarse hasta 3,6168 ua. Tiene una excentricidad de 0,1415 y una inclinación orbital de 0,7340° grados. Emplea en completar una órbita alrededor del Sol 2059 días.

## Características físicas
Su magnitud absoluta es 12,8.